# Anthonique Strachan
Anthonique Strachan (née le 22 août 1993 à Nassau) est une athlète bahaméenne spécialiste du sprint.

## Carrière
En 2011, aux Jeux de la CARIFTA, compétition junior, Anthonique Strachan réalise le doublé 100 - 200 mètres.
Lors des championnats panaméricains juniors, elle remporte quatre médailles, dont l'or sur 200 mètres et le bronze sur 100 mètres,.
Anthonique Strachan participe aux championnats du monde 2011 sur 200 mètres et sur 4 × 100 mètres. Elle est éliminée en demi-finales sur 200 mètres (23 s 85) et en séries lors du relais.
Aux championnats du monde juniors 2012, elle réalise le doublé 100 mètres et 200 mètres, en améliorant ses records personnels en 11 s 20 et 22 s 53. Sélectionnée à 18 ans pour ses premiers Jeux olympiques à Londres, elle atteint les demi-finales sur 200 m (22 s 75) et est éliminée en séries du relais 4 x 100 m (43 s 07).
Aux Championnats des Bahamas 2013, elle améliore son record personnel sur 200 m et remporte le titre en 22 s 32, devant Shaunae Miller (22 s 45). Aux championnats du monde 2013, à Moscou, elle est demi-finaliste.
Anthonique Strachan a finalement du mal à confirmer chez les séniors aux cours des années suivantes. Elle court en 22 s 50 en 2014, puis 22 s 69 en 2015. Elle atteint la finale des Jeux panaméricains de Toronto, mais se blesse en finale et ne termine pas la course.
En 2016, de retour de blessure, elle ne court que trois fois avant les Jeux olympiques de Rio: deux fois sur 400 m où elle établit son record personnel à 52 s 42, et une fois sur 200 m aux championnats nationaux en 23 s 40. Aux Jeux olympiques, elle est sélectionnée à la fois sur le 200 m et sur le relais 4 x 400 m, mais est éliminée dès les séries dans les deux épreuves, respectivement en 22 s 96 et 3 min 26 s 36 (record national).
Le 23 avril 2017, devant un public enflammé dans la capitale des Bahamas Nassau, elle remporte avec ses coéquipiers le relais 4 x 400 m mixte des Relais mondiaux de l'IAAF, sorte de Coupe du Monde des relais, en 3 min 14 s 42. L'équipe Bahaméenne, composée de Steven Gardiner, Shaunae Miller-Uibo, Strachan et Michael Mathieu, remporte à domicile la seule médaille (et seul titre), en devançant très nettement les États-Unis (3 min 17 s 29) et la Jamaïque (3 min 20 s 26).
Sur le plan individuel, sa saison reste moyenne, avec un seul chrono sous les 23 secondes (22 s 84), une médaille de bronze aux championnats nationaux, et une élimination en demi-finale des championnats du monde de Londres.
En 2018, ses temps sont au plus bas, avec seulement 11 s 81 sur 100 m et 23 s 52 sur 200 m, réalisés en séries des Jeux du Commonwealth.
En 2019, elle court en 22 s 81 à Lausanne, son meilleur temps depuis 2015, et atteint la finale des Jeux panaméricains de Lima où elle termine à la 5e place en 22 s 97. Il s'agit de sa première finale individuelle en championnat international depuis ses titres mondiaux juniors en 2012. Sélectionnée pour les championnats du monde à Doha, elle remporte sa série en 22 s 86 mais termine dernière de sa demi-finale, à nouveau blessée, en 25 s 44.
En 2020, après le premier confinement dû à la pandémie de COVID, elle court en 22 s 67 à Kingston, son meilleur temps depuis 2014.
En 2021, elle reprend plus sérieusement les courses sur la distance reine, et malgré une saison moyenne avec des chronos aux alentours de 11 s 57, elle réalise 11 s 30 en séries et en finale des championnats nationaux à Nassau, son meilleur temps depuis ses 11 s 20 de Barcelone 2012, soit une presque une décennie. Sur 200 m, elle termine 3e de sa demi-finale des Jeux olympiques de Tokyo en 22 s 56, meilleur temps depuis 2013, et échoue de peu à se qualifier pour la finale olympique. Le relais 4 x 400 m, dans lequel elle est sélectionnée, est éliminé en séries. Pour la première fois en huit ans, Strachan semble revenir à son meilleur niveau, et sans blessure.
En 2022, Anthonique Strachan court plusieurs 60 m en plein air et réalise un bon chrono de 7 s 17 (- 0,2 m/s). En salle, elle en reste à 7 s 35, avant de réaliser deux records personnels aux Championnats du monde en salle de Belgrade, où elle est alignée pour la première fois, en 7 s 22 puis 7 s 17.
Le 26 mars 2022, à Kingston, elle crée la surprise en retranchant de deux dixièmes son record personnel du 100 m et passe pour la première fois sous la barrière des 11 secondes au 100 m, en réalisant 10 s 99, nouvelle meilleure performance mondiale de l'année. Confirmant son retour au plus haut niveau, à 28 ans, elle devient la 7e Bahaméenne de l'histoire à passer sous les 11 secondes, après Chandra Sturrup, Sevatheda Fynes, Debbie Ferguson-McKenzie, Eldece Clarke-Lewis, Pauline Davis-Thompson et Shaunae Miller-Uibo.
Le 28 mai 2023, à Rabat, elle bat après dix ans son record personnel sur 200 m (22 s 32) en réalisant 22 s 15 (+ 0,8 m/s). Elle confirme en août, aux championnats du monde de Budapest, en réalisant 22 s 31 en séries, 22 s 30 en demi-finale, puis 22 s 29 en finale où elle prend la 6e place de sa première finale mondiale sénior, remportée par Shericka Jackson. Sur 100 m, le 15 juin, elle porte à Oslo son record à 10 s 92.

## Palmarès
| Date | Compétition                              | Lieu             | Résultat | Épreuve   | Temps         |
| ---- | ---------------------------------------- | ---------------- | -------- | --------- | ------------- |
| 2011 | Jeux de la CARIFTA                       | Montego Bay      | 1re      | 100 m     | 11 s 38       |
| 2011 | Jeux de la CARIFTA                       | Montego Bay      | 1re      | 200 m     | 23 s 17       |
| 2011 | Championnats d'Am. cent. et des Caraïbes | Mayagüez         | 2e       | 200 m     | 22 s 90       |
| 2011 | Championnats d'Am. cent. et des Caraïbes | Mayagüez         | 3e       | 4 × 100 m | 43 s 74       |
| 2011 | Championnats panaméricains juniors       | Miramar          | 3e       | 100 m     | 11 s 46       |
| 2011 | Championnats panaméricains juniors       | Miramar          | 1re      | 200 m     | 22 s 70       |
| 2011 | Championnats panaméricains juniors       | Miramar          | 1re      | 4 × 100 m | 45 s 09       |
| 2011 | Championnats panaméricains juniors       | Miramar          | 3e       | 4 × 400 m | 3 min 42 s 61 |
| 2012 | Championnats du monde juniors            | Barcelone        | 1re      | 100 m     | 11 s 20       |
| 2012 | Championnats du monde juniors            | Barcelone        | 1re      | 200 m     | 22 s 53       |
| 2014 | Relais mondiaux de l'IAAF                | Nassau           | 4e       | 4 × 200 m | 1 min 31 s 31 |
| 2014 | Coupe continentale                       | Marrakech        | 4e       | 200 m     | 22 s 73       |
| 2014 | Ligue de diamant                         | Ligue de diamant | 5e       | 200 m     | détails       |
| 2015 | Relais mondiaux de l'IAAF                | Nassau           | finale   | 4 × 200 m | DQ            |
| 2015 | Jeux panaméricains                       | Toronto          | 7e       | 4 x 100 m | 44 s 38       |
| 2017 | Relais mondiaux de l'IAAF                | Nassau           | 1re      | 4 x 400 m | 3 min 14 s 42 |
| 2019 | Jeux panaméricains                       | Lima             | 5e       | 200 m     | 22 s 97       |
| 2022 | Championnats NACAC                       | Freeport         | 2e       | 4 × 100 m | 43 s 34       |
| 2023 | Championnats du monde                    | Budapest         | 6e       | 200 m     | 22 s 29       |
| 2023 | Ligue de diamant                         | Ligue de diamant | 3e       | 200 m     | 22 s 16       |

## Records
| Épreuve    | Temps   | Lieu     | Date         |
| ---------- | ------- | -------- | ------------ |
| 60 mètres  | 7 s 17  | Belgrade | 18 mars 2022 |
| 100 mètres | 10 s 92 | Oslo     | 15 juin 2023 |
| 200 mètres | 22 s 15 | Rabat    | 28 mai 2023  |